# Столвейк
Столвейк (нід. Stolwijk) — місто в нідерландській провінції Південна Голландія. Входить до муніципалітету Крімпенервард.
До 1985 року мало статус окремого муніципалітету.

## Галерея

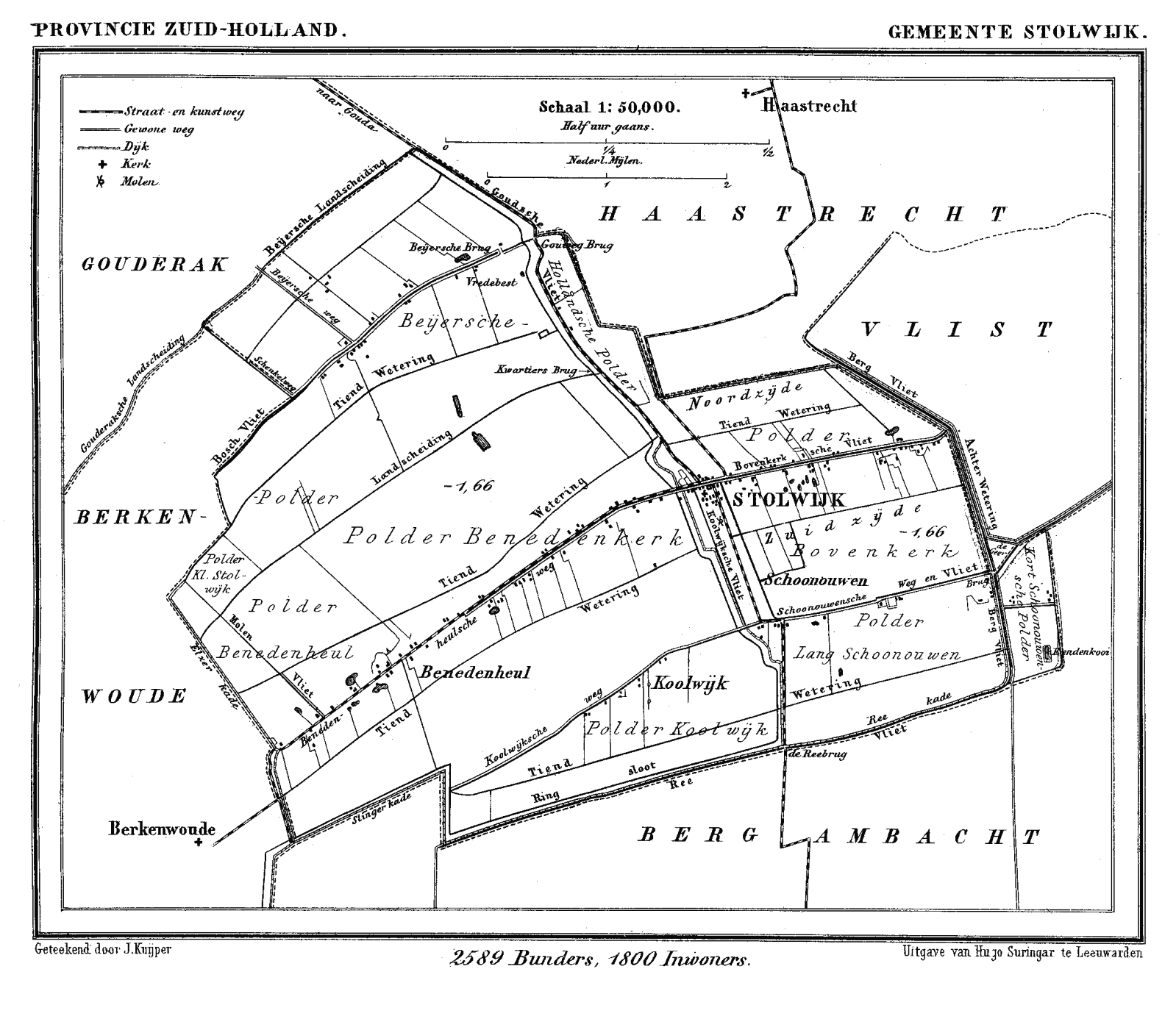
Мапа Столвейка (1868)